# 速攻生徒会
『速攻生徒会』（そっこうせいとかい）は小川雅史の漫画作品。作者の初長編作品となる。

## 連載経歴
- 新声社『コミックゲーメスト』1994年3月号 - 1998年2・3月合併号（最終号）連載
- 新声社『ゲーメスト』本誌No.140にAOUショー伝バイ速攻生徒会'ズ（外伝）掲載
- 新声社『ゲーメストコミックス』全2巻（未完、絶版）
- 講談社『アフタヌーンKC』全3巻（完結、新声社版の内容を含む）

## 概要
高校生を主役とするバトル漫画。格闘ゲーム的な駆け引きを盛り込んだテンションの高いタイマン勝負が中心。主人公である本多愛のデタラメな無敵ぶりを始めとして、多数登場するキャラクターたちの鮮やかな個性が作品を引っ張った。また様々なフィクションのお約束を逆手に取って、何でもありの豊かなエンターテイメント性を発揮した。
キャラクターの戦い方や技は対戦型格闘ゲームを意識したものになっており、コマンドがコマの端に表示されていた。キャラクターの苗字は戦国武将や忍者、名前は実在する声優と同じになっており、後に発売されたドラマCDや格闘ゲームで登場したキャラクターはその声優が声を担当していた（ゲームでの百地さとみなどの、ごく少ない例外はある）。
単行本はコミックスが新声社版が2巻（絶版）出ていたが掲載元の新声社が倒産のおりに未完であった。後に講談社のアフタヌーンKCから新装版として全3巻が発売、大幅な加筆、修正、描き下ろしを加えて完結している。

## あらすじ
この世界には、連続技を決めたり、手から衝撃波を出したり、ガードキャンセルでリバーサルできる人間・通称「鉄腕」がいる。その理由を主人公は「ストリートファイターだから」の一言で済ませている。
迅速高校生徒会、通称・速攻生徒会はそのような生徒を集めて組織された。その強さ故に、同じような戦闘力を持つ高校生たちから戦いを挑まれる。大人の思惑も黒い陰謀もお構い無しに、売られた喧嘩は全て買う、それが速攻生徒会である。
第1部
速攻生徒会の面々、および服部菜桜子が登場。
第2部：戦闘帝国編
閃光生徒会登場。速攻生徒会に囚われた仲間を救うため、罠と知りつつも速攻生徒会に挑む。速攻生徒会側が悪役扱いになっている。
作者いわく「男の子を描きたかった」（旧版2巻57ページ）。
第3部：鉄腕師団編
速攻風紀委員会が登場、速攻生徒会の活動を阻む。それを背後で操る真田家は、鉄腕能力者の統率を目論んでいた。
この第3部ではこれまでのおちゃらけが抑え気味になり、ややシリアスムード。対戦も単なる勝負ではなく、主義主張のぶつかりあいという要素が出てくる。勝つためなら合理的だが退屈な戦術を取る真田梨香、金と権力のために対戦を支配しようとする真田洋孝に対し、本多愛が結論を出す。
楽しむことが大切だという作者の姿勢がキャラクターを通じて明瞭に現れ、終盤で結実する。
第4部：鉄腕祭編
鉄腕師団編直後の打ち上げ。鉄腕師団編での敵との間にも、気がつけば友情が芽生えていた。
人数が増えたのをいいことに、本多が「第一回鉄腕オリンピックトーナメント」を開催すると宣言し、意気揚々と取り出したのはトーナメント表ではなく巨大なアミダクジだった。
部としては4部だが、一話で完結。
以下はマルチメディア（後述）も含む外伝。
小説・速攻生徒会〜本多十番勝負!!〜
時系列的に、戦闘帝国編の後にあたる。敗北した閃光生徒会の敵をとるため、鉄腕能力者による一般人への被害を阻止するための自衛組織「私立紫電学園攻性防衛委員会」が動き出す。
第22話+（プラス）「アクシデンツ！クリムゾン・態度な炎のお約束編」
単行本修正作業のため、手抜きで描いた『ノベルズ・速攻生徒会外伝〜本多十番勝負!!〜』の紹介漫画。単行本未収録。
ドラマCD1巻、文化祭編
戦闘帝国編で敗北した閃光生徒会が迅速高校文化祭に乗り込み、速攻生徒会メンバーを各個撃破しようとする話。
小説・本多十番勝負!!の時点では閃光生徒会メンバーは戦える状態ではなかったため、時系列的に本多十番勝負!!と鉄腕師団編の中間に当たる。
実は石田の最終目標は速攻生徒会撃滅ではなく、本多愛の誕生日を祝うためだった。1996年1月号掲載、『速攻生徒会クロニクル』によると、第2.1部と銘打たれている。
ラジオ番組・『松本梨香のゲーマーズナイト』で放送され、CD化の際にナレーターが松本梨香から三石琴乃に変更された。
ドラマCD2巻、修学旅行編
厳密にはこの部は2種類あり、1つはドラマCD本編。もう1つは本誌でのドラマCD発売予告漫画だった。
発売予告漫画のほうは、ドラマCDのダイジェストを流した後に本多の予知夢オチとする話。
ドラマCDのほうは、服部菜桜子の実家が経営している旅館「服部屋」に修学旅行に行く話。
1996年10月号の発売予告漫画によると、第3.1部と銘打たれている。
速攻生徒会改メ宇宙番長（単行本未収録）
柴田明夫が主人公の話。時系列は不明。SSでの格闘ゲーム速攻生徒会SonicCouncilのあらすじを漫画にした物。
柴田明夫の視点で、『大宇宙活祭』の開催動機が明らかになる。
セガサターンソフト 速攻生徒会SonicCouncil
時系列は速攻生徒会改メ宇宙番長の後。
宇宙番長・柴田明夫が母校である迅速高校に帰ってきて『大宇宙活祭』を開催する。
CDプレーヤー機能で3トラック目を再生することで隠しドラマが聴ける。
速攻生徒会 Sound Tracks
セガサターンソフト速攻生徒会のサウンドトラックだが、CDドラマも入っている。
AOUショー伝バイ速攻生徒会'ズ
時系列は不明だが、速攻生徒会メンバーが全員そろっており、服装は旧版の制服になっている。
もし速攻生徒会のメンバーがAOUショーに行ったら…という内容。
写植が一切貼られておらず、文字は全て手書き。
超A（単行本にのみ収録）
作者近況を描いたあとがき漫画。インテレクチュアル巻末漫画、オルタナティヴ巻末漫画、メロコア系巻末漫画など。
毎回微妙にタイトルが変わる。新装版単行本では風魔琴乃のセミヌードが描かれている。
銃腕（新装版単行本にのみ収録）
雑誌連載時には明石を名乗っていた男がただのカタリだと判明する話。
明石秋乃その人が登場する。時系列的に鉄腕祭以降。
風紀メンバーの着替えシーンという読者サービスもある。

## 主な登場人物
声優はドラマCDおよびゲームでのもの。学年は初期設定（途中で学年が上がるため）。3サイズは漫画設定準拠（媒体ごとの整合性が完全に取れていないため。例えば、後藤久美子の体重は速攻生徒会ガイドブック設定では61kgになっている）。

### 迅速高校・速攻生徒会
本多 愛（ほんだ あい）♀
声 - 折笠愛
本編の主人公にして無敵、無敗の速攻生徒会副会長（2年）。
葛飾区生まれ 16歳 おとめ座 A型 スリーサイズ B84・W57・H87（後藤久美子と遭遇時でB85・W57・H86） 181cm 57kg
好きな俳優：松田優作、ブルース・リー 趣味：レトロゲーム 家族構成：姉
必殺技：本多対空、本多連打、空中本多連打、本多フレイム 超必殺技：メガ本多対空、メガ本多ダイブ、本多ポチッとな、本多鉄球、本多乱舞
戦術・戦略・セオリーなどを一切無視した単純な戦闘スタイルながら、常人をはるかに超越した攻撃能力と、無敵技の多さ、様々なデタラメっぷりで文字通り無敵を誇る。並のキャラクターなら削るだけで倒せるらしい。さらに、飛び道具が無いという弱点をそこらの物を投げつける（人工飛び道具）ことで無理矢理解決する、バトルの最後は爆破するなど、勝つためには手段を選ばない。
しかし、彼女はあくまで全力（とあらゆる手段）を駆使してバトルすることを楽しんでいる。
最終的に石田（後述）と衆人環視の中アツい接吻（いわく、超必殺技「本邦初公開・本多チュー」）をする。
榊原 優子（さかきばら ゆうこ）♀
声 - 水谷優子
偏差値61の迅速高校で学年トップの学力を持つ速攻生徒会会長（2年）。
新宿区生まれ 16歳 さそり座 A型 スリーサイズ B74・W55・H82 170cm 40kg
好きなもの：ヘヴィメタル（主にスラッシュ系） 家族構成：父 母 兄（24歳）
必殺技：ユーコスラッシュ、ユーコインテレクチュアル、デスユーコ、ユーコジャーマン 超必殺技：ユーコNWOBHM（ノーボム）、ユーコメロディアス
タメ系の隙の少ない飛び道具と優秀な対空技を持つ。本多いわく「待ちユーコ」。さらにあて投げもできる。鉄腕値（超人度）は高くないが、完成度の高さはピカイチ。本多愛と引き分け、自らの「速攻生徒会計画」のために生徒会に組み込んだ。
通称・「音速の君」。女生徒に人気で校内に非公認ファンクラブを持つ。胸と読者人気がないのが悩み。
生まれつきの凄まじい近視で、メガネを取られると何もできなくなるが、後に超必殺の「ユーコメロディアス」だけはその状態でも当てられることを悟り、これを利用した荒業で初金星を得た。
雑誌連載時の第一話では「IQ300」を自称している。
井伊 みか（いい みか）♀
声 - かないみか
本多愛の舎弟分にして速攻生徒会会計（1年）。
大阪府天王寺生まれ 15歳 てんびん座 AB型 スリーサイズ：B77・W54・H79 140cm 39kg
好きなもの：速い乗り物 嫌いなもの：怖いもの 家族構成：多いらしいが現在は母と二人暮し
必殺技：コークスクリュー、スカイハリケーン、クレイジーマウス、サーカストレイン、ジオパニック 超必殺技：スペースマウンテン
当たり判定の小さい体と突進系の技、そしてロリータな風体を持つ突撃娘。関西では「核ミサイルなミーシャ」と呼ばれたらしい。銭勘定が得意。
必殺技が突撃系しかないなど生徒会の中では戦闘力が最も低く、風紀会からただ一人だけ狙われなかった（本来みかと戦うはずだった後藤が独断で本多と戦ったため）ことが後述する「暗黒みか」誕生の原因となった。
衆人環視の中、本多に18禁な辱めを受けるが全く恨んでおらず、むしろお姉様と呼んで懐くようになった。技の元ネタは遊園地のアトラクション。
酒井 綾（さかい あや）♀
声 - 久川綾
キャリア10年を誇る、アシスタントなしで数本の連載を抱える超売れっ子漫画家。速攻生徒会書記（2年）。
神奈川県小田原市生まれ 17歳 みずがめ座 B型 スリーサイズ：B93・W59・H86 176cm 52kg
好きなもの：漫画、映画、作者取材、焼きプリン、ジャングルジム 家族構成：父、母
必殺技：しげるビンタ、パワッチ、治虫砲
魔ペン「ダイナシ」入手後必殺技：斬首烈怒（キルシュレッド）、マンガ家エレメンタル
本多を新作格闘漫画のモデルにするために迅速高校に転入し、生徒会に入った。
月曜の朝にジャングルジムの上で焼きプリンを食べる（本人いわく「パーティ」）ことを習慣としていたりと、言動・行動共に謎の多いキャラクター。
陸上漫画を描いていたら足が速くなったなど、描いた漫画のキャラクターの能力がいつのまにか使える能力を持つが、毛利へきるとの対戦時には対空技・無敵技の欠如を突かれ惨敗。それを機に漫画家の聖地「チキショージ」から奪ってきた魔ペン「ダイナシ」（剣のように振り回す巨大なGペン）を入手しその欠点を補充、速攻では唯一の武器持ちキャラクターとなった。
ダイナシ入手以前の戦闘スタイルは詳細不明だが、上記の欠点の他にもコンボができない、動きが緩慢などの欠点を数多く抱えていた模様。
週刊2本、月刊4本の連載を持ちながらアシスタントを雇わず自分だけで描いている（しかも学生生活は月曜の1時限目以外は出ている）など、漫画を描くテクニックそのものも超人的であり、1ページを20分で描く、寝ながら描く、机無しで描く、ペンで効果やトーンを描くなど、作者に「うらやましー」と言わせるほどの多彩な技を持つ。

### 迅速高校・速攻風紀委員会
真田 梨香（さなだ りか）♀
声 - 松本梨香
最終格闘技・暗黒式攻撃術を操る速攻風紀委員会委員長。3年天組 18歳 蟹座 O型 スリーサイズ B82・W65・H86 162cm 50kg
必殺技：暗黒式スター、暗黒式ドリル、暗黒式ギロチン 超必殺技：暗黒式パンチレーザースペシャル
飛び道具・対空技・突進技を揃えた、どんな局面にも対応できる「万能型」のキャラクターで、強すぎる自分にコンプレックスを持つ。
戦闘に当たり綿密に相手を調べ、相性も含めた攻略（対戦ダイアグラムや「攻略本」も作る）を立ててから勝ちにくるなど、本多と同じく勝つためには手段を選ばないが、「勝つこと」を至上として不確定要素を極力排除する方式であり、「戦うこと」を至上として対戦の不確定要素を楽しむ本多と馬は合わない。
通称・「華の梨香様」。優子に負けず劣らず女生徒にモテモテ。ボク少女である。
技の元ネタはウルトラマンA。雑誌および旧単行本では「暗黒式」に「ダーク」とルビが振ってあるが、ドラマCDおよびゲームでは「あんこくしき」と発音されている。
後藤 久美子（ごとう くみこ）♀
声 - 渡辺久美子
沖縄生まれ 3年火組 17歳 山羊座 AB型 スリーサイズ B84・W59・H85 188cm 57kg 速攻風紀委員会委員長補佐。
当て身投げをメインに戦う豪腕女子高生。史上初の投手出身の投げキャラ（ただし狭義的には当身投げは返し技なので投げキャラではない）。
必殺技：オーバー当身スロー、サイド当身スロー、アンダー当身スロー、殺（ダイ）魔吸1号 超必殺技：殺（ダイ）魔吸2 - 3号
本多愛に匹敵する身体能力を持ち、当て身投げの欠点である下段にも対応している。飛び道具のない本多を圧倒するが、当て身投げを当て身当て身投げで返すという本多の反則じみた戦法の前に破れる。
毛利 へきる（もうり へきる）♀
千葉県市川市生まれ 157cm 43kg
速攻風紀委員会副委員長。空中戦を得意とする奇襲型で、対空技を持つ相手には滅法弱い。一定以上のダメージを受けると爪が外れて攻撃力が落ちる。
必殺技：E・M・T・B（海老反り・メッタ刺し・ザ・ビューチフル）、ビューチフル極楽X突き
ナルシスト。ドラマCDでは風紀メンバーで唯一仲間はずれにされる（パパ=プロダクションから許可が下りなかったらしい）。
真田梨香いわく、「芸風がヘン」。パルプフィクションにかぶれて自称バーガー通。モスバーガーが特に気に入っている。
長宗我部 真沙子（ちょうそかべ まさこ）♀
声 - 勝生真沙子
長ドスを振り回す、ヤバい意味でのお嬢様。
必殺技：ポン刀鷹暗剣奥義・流星空手撃ち
基本的に戦闘は手下（吉良&吉田）が担当していたが、石田との戦闘に破れた後「試しに自分でやってみろ」と言われ、以後はポン刀「鷹暗剣（たかくらけん）」を駆り、自ら戦うようになる。最終話で石田に告白しようとするが失敗する。
後藤久美子とは友人関係で、彼女に誘われて速攻風紀委員会に入った。
服部 菜桜子（はっとり なおこ）♀
声 - 松井菜桜子
獅子座 B型 スリーサイズ B84・W57・H85 160cm 43kg 速攻風紀委員会副委員長補佐。
本多愛のイトコで幼馴染の「ニンジャ」（「忍者」にあらず）。本多に振り回された幼少期の恨みから常に付けねらっているのだが、本多の超人っぷりにいつも返り討ちにあっており、じゃれている程度にしか思われていない。しかし結局は仲が良い。ガンオタ。
序盤ではネコに任せた戦いをしていたが、本多同様デタラメな戦法を使う。自爆（文字通りの自分で爆発含む）も多々。
必殺技：忍法コロニー落とし、忍法アクシズ落下、忍法ソーラーシステム、忍法エンジェルハイロゥ他――の命令（やるのは全て頑駄無丸）
しかし版権の問題でゲーム版では控えめ。ドラマCD2巻で女性キャラクター中No.1のナイスバディと判明した。麻雀の「積み込み」やインチキルーレット回しなど、忍法と言いがたい賭博技も体得している。
それまで名前の付いていなかった「常軌を逸脱しまくった超・戦闘能力」を「鉄腕能力」と命名したのは彼女である。
頑駄無丸（がんだむまる）
声 - 川菜翠
忍猫。ガンダム丸と読む。版権の都合で、ゲーム版では「ガンダー丸」に改名。
人語を解して文字も書け、忍法も使えるスーパーキャット（しかも、飼い主はインチキなニンジャだが、彼は正統派白土三平系の忍術も使える実力者である）。漫画『ネコを忍者にしてみよう』で主役も張った。
忍猫では他にも、精太（ゼータ）、荒烈駆主（アレックス）、衛府弓銃壱 (ガンダムF91) などもいるが、ほとんど出番がない。
薄田 大輔（すすきだ だいすけ）♂
単に暴れたいというだけの理由で「明石」を騙って乱入。真田梨香に戦闘を挑むも、返り討ちに合う。
新装版単行本では、描き下ろし漫画『銃腕（ガンワン）』に登場して半殺しにされる。
武器は伸縮自在の鉄拳。「対戦は男のテーマ」が持論で、女の集団である風紀を見下す。
明石 秋乃（あかし あきの）♀
新装版単行本の描き下ろし漫画『銃腕』で登場。真田家が紹介した「明石」とは本来彼女であった。装弾数無制限の銃を十字架型ホルダーに4丁も所持する反則女。
自称ヴァンパイアハンター。コミックブレイドGUNZvol.2の読み切り漫画『銃字砲華（じゅうじほうか）』の主人公。

### 迅速高校関係者
真田 武（さなだ たけし）♂
迅速高校の新校長に就任。真田暗黒式最強の使い手。
全身を鎖で縛られても引き千切って脱走できる異常な筋力を持つ。自らの子供たちを使い、鉄腕を最強の軍団として統括する「鉄腕師団計画」を進めるラスボス。
特にこれといった必殺技は無いようだが、初弾が当たれば反撃不能の連続技「真田暗黒式・ムウ〜ゥン！」を繰り出す。この「連続技」に真田龍太郎（後述）との類似が見られる。
真田 洋孝（さなだ ひろたか）♂
真田家長男。特殊な暗黒式「調整」の使い手。心のスキのある者に暗黒式を付加し、相手の意識および性能を自由に操るチートコード（データの不正改造）のような能力。自ら戦うことを嫌うが、暗黒ニウム光線というビームが撃てる（使用時は顔がウルトラマンになる）。最終的に、「調整」の能力を使って勝手に鉄腕師団計画を進める。
戦闘力と同時に人気取りも狙うタイプで、どんなに戦闘力があってもブサイクは相手にしない。
暗黒 みか（だーく みか）♀
真田洋孝に暗黒式調整を施されて自我を無くした井伊みか。デタラメに高い性能を誇り、唯一「全能型」のカテゴリに属する。
連射可能な飛び道具、無敵だらけの対空、一撃でピヨりますパンチ、メチャ広い間合い、本多を超越する攻撃力など、対戦を破綻させる性能を持つ。真田洋孝いわく、「鉄腕の最終形態」だが単調なプログラム通りにしか行動できず、あっさり攻略される。
真田 比呂（さなだ ひろ）♂
暗黒式柔術の使い手。リーチもウェイトも関係ないらしい。事実、相手に触れずに投げる「暗黒念力投げ」（使用時は顔がウルトラマンタロウになる）を実装する。榊原優子に一目惚れ。とにかく相手を正面から倒しまくり、破った奴を仲間にして軍団を作るという、「勝手に軍団できてる戦法」で鉄腕師団計画を進める。
風魔 琴乃（ふうま ことの）♀
声 - 三石琴乃
放送部副部長で実況担当だが、実は真田家子飼いの忍者（ニンジャに非ず）だった。
「実は」だったのだが、名字が「風魔」であるためにあっさり見破られていた。服部菜桜子の戦闘データを真田梨香に流した本人。
服部菜桜子と違い正統派（白土三平系）忍者らしく戦うが、同じ正統派の頑駄無丸に圧倒され敗れる。
巻末あとがき漫画「超A」の脱衣要員でもある。
元・校長（もと・こうちょう）♂
榊原優子の叔父。
校内暴力・器物破損の常習犯、本多を目の敵にする。そのため本多と優子を戦わせたりなどをするが、ことごとく失敗に終わり、最終的には「戦闘帝国編」において全財産を失い、迅速高校を去っていった。長宗我部真沙子の登場話でも登場している。

### 一閃高校・閃光生徒会
正式名称：私立紫電学園一閃高等学校生徒会。速攻生徒会と同時期に創設された鉄腕の組織。「鉄腕師団編」では、石田率いる戦闘部隊「ブルーチーム」と、偵察部隊「ゴールドチーム」に分けられている。
石田 保典（いしだ やすのり）♂
声 - 松本保典
17歳 魚座 A型 157cm 54kg 閃光生徒会会長。本来、自治組織の類が存在しなかった一閃高校の鉄腕を纏め上げ、閃光生徒会を作り上げた。
その動機とは自分が本多愛（速攻生徒会）より強くなることで、思いを寄せている本多に恋人として認めてもらうことだった。
必殺技：電装脚、星獣腿 超必殺技：超・次元戦斗砕、超・次元戦斗破（SS版は絶・轟雷脚）。
彼の異常に長いおさげ髪は「本多愛と結婚できますように」という願掛け。閃光の速度を持つ蹴り技と高速移動を持ち、着実な戦い方を行う。
本多愛に土をつけた数少ない人物。後にその願いは（単行本収録時の追加1頁で）唐突に叶うことになる。
加藤 哲章（かとう てっしょう）♂
声 - 玄田哲章
17歳 牡羊座 O型 197cm 92kg 閃光生徒会副会長。謎の拳法、超・骨法を使うメガネッ漢。
必殺技：ゲンゲン押切掌、ゲンゲン突掛掌、ゲンゲン首刈腕十字固
閃光生徒会のNo.2。地上でどっしり戦う短距離打撃型（飛び道具・無敵技あり）で常人の域は超えているが、他キャラクターの超人ぶりにあっさり負けることが多い。
しかし暗黒みかの欠点を見破ったり（バトル自体は「何もさせてもらえなかった」が）など、地味に良い働きをしている。「超・骨法」は、「某兄弟の弟（アンディ・ボガード）よりは骨法に近い」らしい。
格闘スタイルは超・骨法だが、空手の特待生で入学したプロレスマニアでもある。ゲーム版エンディングでは柴田の後を継ぎ「宇宙番長」となる。
黒田 武人（くろだ たけひと）♂
声 - 子安武人
18歳 181cm 62kg 閃光生徒会副会長。クールで寡黙な性格のイケメンで、一見強そうなのだが、実は鉄腕ではないただのザコ。見た目から勝手に周囲から恐れられ、その噂から石田にスカウトされ内申書の点数稼ぎに入会。他のメンバーから勝手に「黒き閃光」の名を付けられた。天然理心流剣術免許皆伝、ジオングを素手で絞め殺すなどの伝説を持つ（ただし全て周囲が勝手に語っているデマ）。
酒井綾の幼馴染み。原稿を汚したことを未だに恨まれている。
第2部「戦闘帝国編」で綾に、番外編「鉄腕ファイト」で本多に、ドラマCD1巻「速攻文化祭」で優子に、第4部「鉄腕祭編」でみかに撃破され、速攻生徒会メンバーに完全敗北した。
途中発表されたダイヤグラムでは、鉄腕能力者はおろか、格闘技経験すらない脇坂・片桐より弱い最下位。
福島 毅（ふくしま たけし）♂
声 - 草尾毅
15歳 165cm 54kg 閃光生徒会書記。加藤哲章の後輩で空手を使うが、鉄腕能力の域には達していない。マジック:ザ・ギャザリング（カードゲーム）を極めた「真のギャザラー」。
戦闘帝国編で迅速高校に潜入し速攻生徒会を偵察するが、結果本多愛に人質にされてしまった。その時、優しくしてもらった縁で井伊みかとは友人関係。みかいわく、「おっちょこちょい」が鉄腕能力の域に達しているらしい。
石田に言わせると「いつもは昨日の時間割で登校する」「普段は下半身パジャマで学校に来る」らしい。
鉄腕能力者でもない一般メンながら、暗黒みかを倒した実績を持つ。
脇坂 勝平（わきさか かっぺい）♂
15歳 169cm 51kg 閃光生徒会会計。高校生にしてバイニン並みの麻雀テク（イカサマ）を持つ。通称・「坊や勝」。
片桐 望（かたぎり のぞむ）♂
16歳 174cm 56kg 閃光生徒会書記。脇坂勝平と同程度の麻雀テクを使う。2人で組めば無敵。そしてバトル前に男塾の富樫と虎丸をやれる。
大谷 宏一（おおたに こういち）♂
声 - 山寺宏一
17歳 172cm 80kg 閃光生徒会会計。プロレス技を使う、石田直属の鉄腕。自称握力一億トン。
必殺技：アイアンクロー、ストマッククロー、モンゴリアンチョップ、ロメロスペシャル、弓の字固め、フロントスープレックス、ショルダースルー、延髄蹴り
地味好き。島一樹とは何かと折り合いが悪い。
「速攻文化祭」編で井伊みかに一目惚れするロリコン趣味でもある。
島 一樹（しま かずき）♂
16歳 178cm 64kg 閃光生徒会書記。沖縄唐手有段者で武器術（トンファーおよびヌンチャク）を使う、石田直属の鉄腕。実家は喫茶店「佐和山」を経営。
必殺技：竜巻超電磁、空中竜巻超電磁、稲妻壊し、オーロラプラズマン返し
派手好きで巨乳好き。大谷宏一とは何かと折り合いが悪い。PPP同時押しorKKK同時押しで武器持ち替え。
武器持ちでナルシストと被るキャラクターなので、毛利へきるとの相性は悪い。
単車の名前は「やってやるぜ号」（しかし無免許）。
加藤 秀行（かとう ひでゆき）♂
閃光生徒会のニューフェイス。ジャイアントロボのような目をした寡黙な男。水泳部で、身体の各部から塩素入りの水を噴射できる。
必殺技：クチカラ水流、ハラカラ水流、ウデカラ水流
戦闘能力が無きに等しいため、閃光生徒会ゴールドチームに所属する。真田洋孝に結構凄いダメージを与えた数少ない人物。
蒲生 恵美（がもう めぐみ）♂
閃光生徒会のニューフェイス。鉄拳の付いたチェーン「鉄拳鎖」を武器に使う長髪の美形。
必殺技：ロシアより愛を込めて
「一見弱そうだがムチャクチャ強い」という、黒田武人と正反対のキャラクター。
一閃高等学校は男子校のため男子の「ハズ」だが石田を見て頬を赤くしたり、第4部『鉄腕祭』編で「僕って本当に男だと思う？」と言ったりと性別不詳を匂わせる。
舞 新之輔（まい しんのすけ）♂
一閃中等部の生徒。鉄腕かどうかは不明。「デブ」「ナリ」が口癖。
蜂須賀 運昇（はちすか うんしょう）♂
一閃高校OB。大学で鉄腕を研究している。ムキムキだが鉄腕能力者かは不明。

### 伊賀ニン軍（CDドラマに登場）
百地 さとみ（ももち さとみ）♀
声 - こおろぎさとみ
服部菜桜子に懐いている。菜桜子と同じく「ニンジャ」。通常の三倍の機動力を誇る赤い忍兎「雑駆（ザク）」の飼い主。
藤林 弘一（ふじばやし こういち）♂
声 - 北村弘一
イガの里に住むイガニンジャ。老いてなお盛んなスケベ老人。しかしニンジャとしての腕は衰えていない。騙し絵のような妙な顔をしている。

### 真田十勇姿（小説版では電光委員会）
真田十勇姿は「契約により」真田家当主に仕える鉄腕軍団で、現在は遊び半分で梨香に仕えている。
真田 龍太郎（さなだ りょうたろう）♂
名字は真田だが、真田梨香との関係は不明。流派も暗黒式ではない。原作コミックスでは出番なし。
連続技：天狗舞、鬼殺し
あらゆる格闘技を変幻自在に使いこなす、電光委員会の会長。速攻生徒会の攻撃力（破壊力）が及ぼす影響を危惧して委員会を動かした。
必殺技・超必殺技を持たないが、通常技が必殺技並みの破壊力とスピードを持つ変則キャラクター。
『コミックゲーメスト』1995年12月号によると、普通に強いのは『炎の転校生』のキャラクター、高野千秋からのパロディ、服装は『銀河英雄伝説』に登場する銀河帝国軍提督のパロディ。
常に沈着冷静だが勝利時に悪魔的嘲笑を見せる（これは『ザ・キング・オブ・ファイターズ』の登場人物、八神庵の三段笑いのパロディ）。
筧 マリ子（かけい マリこ）♀ / 小説版は筧 修之（かけい のぶゆき）♂
筧修之設定では学生服の上に袖なしの柔道着を着た柔術家（グレイシー柔術+コマンドサンボ）。ペットにハムスターを飼っており、ペットを投げることでの「飛び道具」も持つ。
メガネをかけたキャラクターにもかかわらず、榊原優子や加藤哲章と違ってメガネが取れても戦闘に支障はない（近視でなく遠視のため）。
望月 修之（もちづき のぶゆき）♂ / 小説版は望月 十郎太（もちづき じゅうろうた）♂
筋骨隆々の超兄貴体型で、ホモと勘違いされるのがコンプレックス。至ってノーマルで巨乳好きである。
必殺技：見えないフリッカー、メンズキャノン
明石秋乃以前に、対戦に銃器（スナイパーライフル）を持ち出した人物でもある。
穴山 めぐみ（あなやま めぐみ） / 小説版は穴山 古奈美（あなやま こなみ）
穴山古奈美設定では、一線高校の姉妹校に通う大金持ちのお嬢様。電光委員会のスポンサーで、新体操を応用した戦闘を行う。
海野 真仁（うんの まさみ）♀
高校生にして陰陽師兼風水師。単語カードに仕込んだ式神を使役して戦う。防御力は皆無。
本来は女性だが、男装して男子校である一閃高校に入学した。
「朱雀のスーちゃん」「白虎のビャコちゃん」など四聖獣を召喚する。
猿飛 賢雄（さるとび けんゆう）
真田龍太郎の同級生で親友で懐刀。県立忍者スクールの講師を務めたこともあり、服部菜桜子にとっては師匠に当たる。ペットは忍猿の「呑鬼威（ドンキー）」。
霧隠 彰（きりがくれ あきら）♂ / 小説版は霧隠 光（きりがくれ ひかる）♂
一閃高等学校の美術教師。自在に変形する粘土（クレイ）を駆使して戦う、電光委員会の顧問でもある。
必殺技：クレイウィップ、クレイバウンズ他 超必殺技：クレイジークレイ
電光委員会は一閃高校近隣の鉄腕能力者を組織化したものであり、「生徒会」とは別のカテゴライズのために教師も所属している。
由利 ひろみ（ゆり ひろみ）♀ / 小説版は由利 めぐみ（ゆり めぐみ）♀
妖七枝木刀に精神を乗っ取られた女子高生剣士。流派は「大三元流」。井伊みかとは大阪での友人だった。
必殺技：飛沫（しぶき）、疾風（はやて）、国士無双（こくしむそう） 超必殺技：国士無双改・十三面待ち
三好 春菜（みよし はるな）♀ / 小説版は三好 喜久子（みよし きくこ）♀
姉妹揃って電光委員会の頭脳労働担当。その常人離れした科学力は巨大ロボットさえ創造する。
小説版キャラクタープロフィールの「好きな物」が姉は「おさかな」、妹は「ペンギン」になっているのは、アイドル声優ユニット「おさかなペンギン」のパロディ。
彼女の戦闘ロボは「セイカイ」、パソコンはマッキントッシュ派。姉妹揃ってクリスチャン系の学校に通っている。
三好 潤子（みよし じゅんこ）
彼女の戦闘ロボは「イセ」、パソコンはIBM派。
根津 新八（ねず しんぱち）、真八とも / 小説版は根津マリ子（ねず マリこ）
根津マリ子設定では芸術専門学校に通う女子高生。専攻は音楽だが、霧隠光の知り合いであり電光委員会に名を連ねる。
独特のリズムセンスで楽器を武器にして戦う。

### 宇宙番長（ゲーム版に登場）
柴田 明夫（しばた あきお）♂
声 - 大塚明夫
魚座 B型 192cm 80kg 全宇宙に数多くの手下を持つ宇宙的な番長。
必殺技：波動崩拳、波動爆雷 超必殺技：波動激砲、反射レーザー砲
漫画版（『速攻生徒会改メ宇宙番長』）の設定によると、迅速高校の出身者。
卒業する時に、前期速攻生徒会の面々と対決したが決着が付かなかったため、「1500日後に再び決着をつけよう」と言い残し、その公約を果たすために地球に戻ってきたが、その前メンバーがすっぽかしたために、愛たちが相手をさせられることになった。
宇宙戦艦「勝家」を駆る。変身キーワードは「上等！」で、変身タイムは0.05秒。
前田 まなみ（まえだ まなみ）♀
声 - 小森まなみ
小学生メイドロイド。ランドセルは赤。ドジッ娘。
2人セットでも半人前なメイドロボで、宇宙戦艦勝家の操縦を担当。地球と間違えてイスカンダルに行ったこともある。
佐々 真樹（さっさ まき）♂
声 - 八木田真樹
小学生メイドロイド。ランドセルは黒。ドジッ子。

### その他
関東夜羅麗乃（かんとうヤラレーノ）♂
暴走族。見た目が学生服以外どう見ても高校生に見えないため、全員に「注：17歳」と注釈が付いたこともある。
不良（ふりょう）学院、銀蝿（ぎんばえ）高校、魁！漢（さきがけ！おとこ）高校、円谷（つぶらや）高校生徒♂
瀕死の本多愛に止めを刺しに来た不良たち。総勢で40人以上はいたようだが、6名の閃光生徒会に壊滅させられる。
きりぎりすさとみ♀
学食のお姉さん。『コミックゲーメスト』だけで名前が明かされる。
徳川 弘子（とくがわ ひろこ）♀
『コミックゲーメスト』のキャラクター設定だけで本編には登場しなかったパツキン縦ロール。読者投稿の設定をイラスト化したキャラクター。
ホリベ師匠♂
加藤哲章の師匠。
石田保典の師匠♂
空手着に宇宙刑事ギャバンの頭部という珍妙な格好をした師匠。
石田保典の師匠の娘♀
石田と恋愛関係になりそうでならなかった人物。黒髪ストレートロング。石田を呼ぶときは「ヤッくん」。旧単行本と新単行本で髪型・服装が大幅に異なる。
有田（ありた）♂
判明しているのは名字のみで名前は不明。頭のない人形を抱え、ダイナシを入手した綾の背後をうろつく子供。元ネタは『ヴァンパイアハンター』に登場するアニタ。
暗黒生徒（あんこくせいと）
真田洋孝に「調整」された迅速高等学校の一般生徒。洗脳されて配下になっていたが、自力で洗脳を解くという荒業を成し遂げる。彼らが「速攻生徒会」を名乗ったのは「積極的に行動できる生徒が速攻生徒会」というゲーム版の『速攻生徒会計画』に準拠する。
超A（ちょうエース）
小説版『速攻生徒会外伝〜本多十番勝負!!〜』に出てくる作者の自画像を模した巨大ロボット。名前は原作の巻末漫画に由来する。
カニ座パルサーズ
蟹座付近を本拠にしている異星人の暴走族。ゲーム版の柴田エンディングで登場。
ゴルゴ13（デューク東郷）♂
『ゲーメスト』本誌の読み切り漫画でAOUショーに参加している。背後に立った酒井綾を手刀一発だけで倒すほどの鉄腕値を誇る。
藤堂 優子（とうどう ゆうこ）♀
新声社倒産の煽りを食らってお蔵入りになった『速攻生徒会第5部』のキャラクター（同人誌『戦闘主義19971229』に掲載）。
迅速高校一年風組 双子座 O型 スリーサイズ B84・W57・H86 身長163cm 体重43kg
楽天家で快楽主義。面白いことと強い者の味方。身体のあちこちにエアガンを隠し持ち乱射する。
黒田 梨花（くろだ りか）♀
『速攻生徒会第5部』のキャラクター（『戦闘主義19971229』に掲載）。
迅速高校一年水組 獅子座 AB型 スリーサイズ B80・W56・H83
人を見下して侮って嘗めきる自己中心派の性格。日本で2番目のハスラーで、キューを使った殺人技を駆使する。プライドが高い。

## 用語解説
鉄腕能力（てつわんのうりょく）
この作品の多くの人物に見られる「常識を超えまくった超・戦闘能力」。ネーミングしたのは服部菜桜子。作中でそのルーツなどは一切明かされていないが、真田洋嵩いわく「突如現れた究極兵器」。使い手は「鉄腕」と呼ばれる。
曰く、その特徴として
- 手、足（もしくは口）からなんか出せる
- 大けがでも10秒で治る
- 厚さ30cmの鉄板を素手で破壊する
- 素手で何でも防御できる
- 何も使わないで三角飛び、大ジャンプができる
- ダッシュで350km走行の新幹線を追い抜ける
- 夜一人でトイレに行ける
- まだファミコンがテレビにつながっている
- 「惑星メフィウス」が解けない

が挙げられるという（真田梨香は「二つ無理」らしい）。
鉄腕値
鉄腕の力を表す数値。参考:みか:580、本多:8000オーバー。鉄腕値1がインドゾウ一体分の突撃力を現す。ただし、あくまで推定値にすぎず、戦闘スタイルの相性や偶発事故などでいくらでも覆るため、実力に直結するわけでもない。作中では「それをも含めて少年漫画の伝統」と付記されている。
テリーマン現象
本多愛の提唱した、格闘漫画における現象。英語で言うウォーフ効果。「格闘漫画でチーム対抗戦をする際に先鋒になった者は、敵チームの強さを示すために敗北・もしくは相討ちになる」ということで、「実力があるのに人気のないキャラがやらされるポジション」と語っている。戦闘帝国編の「先鋒」だったユーコは、相討ちとなった。
迅速高校
創立三年の私立高校。速攻生徒会の存在を除けば「至って普通」の学校らしい。偏差値はかなり高い。
速攻生徒会
迅速高校（速高）生徒会の通称。
速攻風紀会
迅速高校の新たな自治組織。真田梨香が鉄腕師団計画のために設置した。
閃光生徒会
私立一閃高校生徒会の略称。

## 関連グッズ（順不同）
- ゲーメストコミックス 速攻生徒会1
- ゲーメストコミックス 速攻生徒会2
- 速攻生徒会Tシャツ（黒地）
- 速攻生徒会Tシャツ（白地）
- 速攻生徒会テレホンカード（コミックゲーメスト創刊2周年記念）
- 頑駄無丸キーホルダー（SS版の店頭特典・非売品）
- ゲーメストZ文庫6 速攻生徒会外伝〜本多十番勝負!!〜
- ねこばかコミックアンソロジー1 ねこだらけ（ネコを忍者にしてみよう）
- ゲーメストムックEXシリーズVol.43 速攻生徒会ガイドブック
- 7.5.5.5速攻生徒会設定集（作者の同人誌。7.5.5.5はファミ通のレビューに由来する。）
- CDドラマ速攻生徒会1
- CDドラマ速攻生徒会2
- CDドラマ速攻生徒会1付属ポスター（初回限定非売品）
- CDドラマ速攻生徒会2付属ポスター（初回限定非売品）
- 速攻生徒会 Sound Tracks
- セガサターンソフト 速攻生徒会SonicCouncil
- アフタヌーンKC 速攻生徒会1
- アフタヌーンKC 速攻生徒会2
- アフタヌーンKC 速攻生徒会3
  - （その他、ゲーメスト・コミックゲーメスト・アフタヌーンに単行本未収録の話が載っている号がある）